# Keith Haring
Keith Allen Haring (Reading, 1958. május 4. – New York, 1990. február 16.) amerikai pop-art és graffiti művész és társadalmi aktivista. A születésről, a halálról és a háborúról szóló alkotásai nagy hatással voltak az 1980-as évek New York utcai kultúrájára. Képei a 20. század vizuális nyelveként széles körben elismertté váltak.

## Pályafutása

### Fiatalkora
Keith Haring 1958. május 4-én született a pennsylvaniai Reading-ben és a közeli Kutztownban nevelkedett. A rajz iránti szeretete már igen korán megnyilvánult, amikor édesapjától és az őt körülvevő popkultúrából – Dr. Seuss, Walt Disney – merítve elsajátította a képregény-rajzolás alapjait. Miután 1976-ban befejezte középiskolai tanulmányait, jelentkezett a pittsburghi Ivy School of Professional Art alkalmazott művészeti iskolába. Hamar felismerte, hogy valójában nem akar reklámgrafikus lenni és két szemeszter után inkább önállóan folytatta művészeti tanulmányait. 1978-ban már egyéni kiállításon mutatkozott be a pittsburghi Arts and Crafts Centerben. Haring még az év végén New Yorkba költözött és jelentkezett a School of Visual Arts (SVA) iskolába. New Yorkban egy olyan virágzó alternatív művészeti közeget talált, mely a galériás és múzeumi rendszeren kívül a külvárosokban, az aluljárókban, a klubok és korábbi tánctermek tereiben született meg. Évfolyamtársai közül összebarátkozott Kenny Scharffal és Jean-Michel Basquiat-val, csakúgy, mint az eleven művészi közösséghez tartozó zenészekkel, előadó- és graffitiművészekkel. E közeg energiája és szelleme által feltöltődve Haring elkezdett kiállításokat és előadásokat szervezni, illetve ezeken szerepelni a Club 57-ben és más alternatív helyszíneken.

### Példaképei
A kortárs művészet újdonságain és energiáin kívül inspirációit Jean Dubuffet, Pierre Alechinsky, William Burroughs és Brion Gysin műveiből, valamint Robert Henri The Art Spirit című, a művész alapvető függetlenségét deklaráló kiáltványából merítette. E hatások nyomán Haring saját ifjúkori indíttatásait a vonal elsőbbségén alapuló, egyedig grafikai kifejezésmóddá tudta formálni. Christo művészetének – különösen a Völgyfüggönynek – publikus, a közönség részvételére építő jellege, valamint az életet és a művészetet egyedülálló módon egyesítő Andy Warhol példája ugyancsak arra késztette Haringet, hogy egy valódi közösségi művészetnek szentelje karrierjét.

### Feltörekvése
Az SVA hallgatójaként Haring kísérletezett előadásokkal, videoművészettel, installációval és kollázzsal is, mialatt mindvégig elkötelezett maradt a rajz iránt. 1980-ban olyan rendkívül hatásos médiumra bukkant, mely lehetővé tette számára, hogy az általa vágyott legszélesebb közönséggel kommunikálhasson, amikor is felfedezte a metrómegállókban a matt fekete papírral leragasztott, használaton kívüli hirdetőtáblákat. Ezekre az üres papírfelületekre kezdett fehér krétával rajzolni, mindenfelé a metróhálózatban. 1980 és 1985 között Haring e gyors, ritmikus vonalakból álló rajzok százait készítette el, néha negyven „metrórajzot” is készítve egy nap alatt. Továbbá azért is volt megfelelő a hirdetőtáblákra rajzolnia, mert amit csinált az illegális volt (mivel ez egyfajta falfirkának számított), ezért ha felbukkant egy rendőr a megállóban, ő gyorsan le tudta törölni a kezével a krétával készített képet. A képek e szakadatlan áradata hamar megszokottá vált a New York-i ingázók számára, akik gyakran megálltak, hogy szóba elegyedjenek a művésszel munka közben. A metró lett – Haring kifejezésével élve – a művész „laboratóriuma”, ahol kidolgozhatta ötleteit és kísérletezhetett egyedi vonalaival.
1980 és 1989 között Haring nemzetközi elismertségre tett szert és számos csoportos és egyéni kiállításon vett részt. Első egyéni kiállítása New Yorkban a Westbeth Painters Space-ben volt 1981-ben. 1982-ben debütált a Soho galérianegyedében, egy rendkívül sikeres és ünnepelt egyéni kiállítással Tony Shafrazi galériájában. Ugyanakkor olyan fontos nemzetközi kiállításokon szerepelt, mint a kasseli Documenta 7; a São Pauló-i Biennále és a Whitney Biennále. Haring közben számos köztéri munkát is készített a nyolcvanas évek első felében, a Times Square Spectacolor hirdetőtáblájára készített animációtól elkezdve a színházak és klubok számára tervezett díszleteken és háttereken és a Swatch órák dizájnján át az Absolut Vodka hirdetési kampányáig: továbbá murális munkákat is készített világszerte.

### Kibontakozása

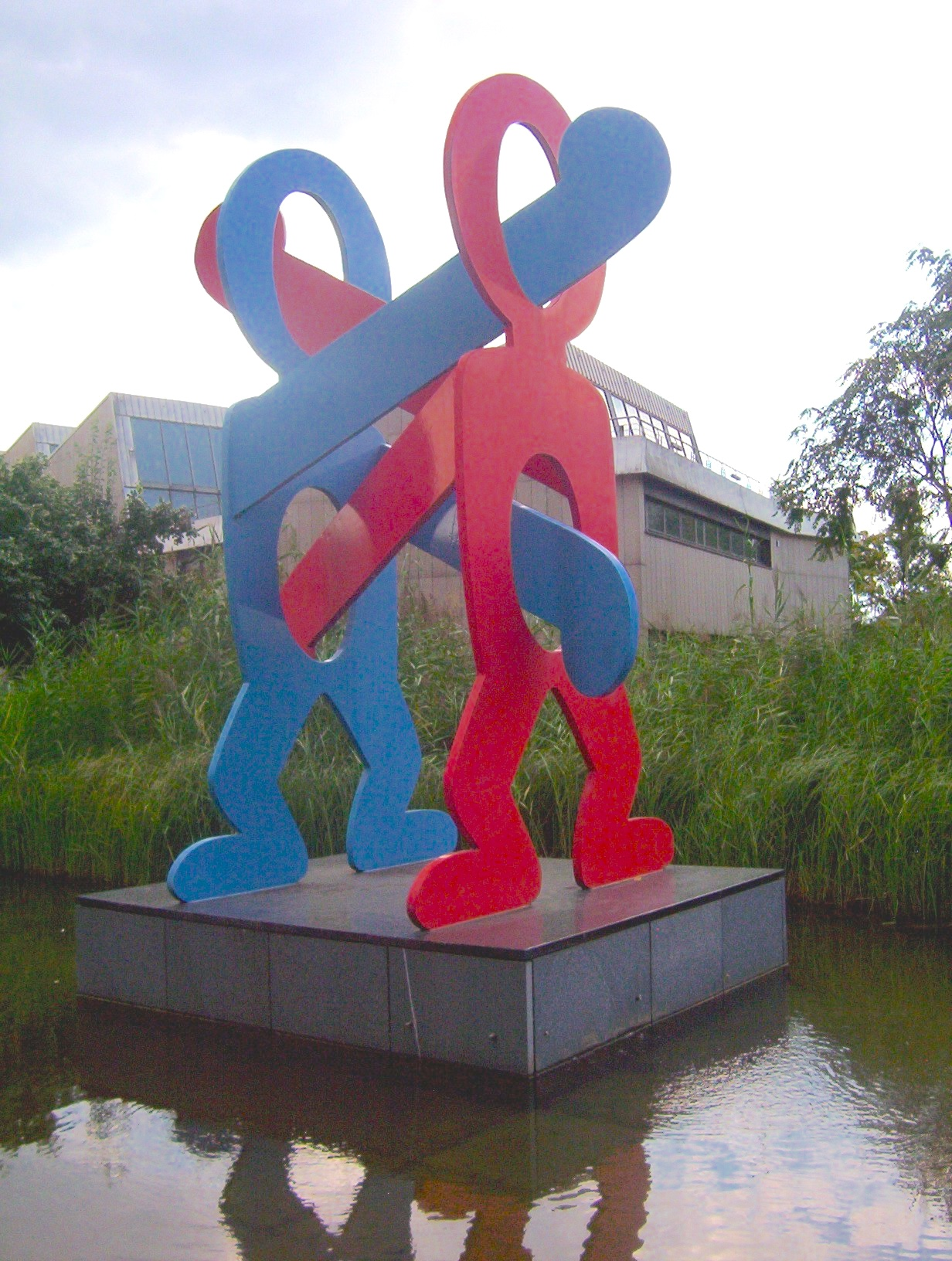
A Berlinben kiállított Boxer című Haring által készített szobor. A képen jól látható, hogy a két figura átnyúl egymáson, amely a szexuális erőszakosságot jelenti.

1986 áprilisában Haring megnyitotta Pop Shop üzletét a Sohóban, melyben a képeit hordozó pólókat, játékokat, plakátokat, jelvényeket és mágneseket lehetett megvásárolni. Haring úgy tekintett a boltra, mint művészetének kiterjesztésére; az üzlet belsejét teljesen beborította absztrakt fekete-fehér festményével, figyelemre méltó és egyedi kereskedelmi környezetet teremtve. Az üzlet célja az volt, hogy az emberek jobban megismerjék művészetét, mely ezeken a termékeke keresztül valóban olcsón elérhetővé vált. A Pop Shopot a művészeti világ részéről sok kritika érte, ennek ellenére Haring kitartott vágya mellett, hogy műveit a lehető legszélesebb közönség számára tegye hozzáférhetővé. A projektben komoly támogatókra lelt barátai, rajongói és pártfogói – köztük Andy Warhol – személyében. Karrierje során Haring sok időt szentelt köztéri alkotásoknak, melyek gyakran társadalmi üzenetet hordoztak. Több mint 50 köztéri művet alkotott 1982 és 1989 között tucatnyi városban szerte a világon, köztük sokat segélyszervezetek, kórházak, gyermekvédelmi központok és árvaházak részére. A mostanra híressé vált Crack és Wack című, 1986-os falkép a New York-i FDR Drive egyik nevezetessége lett. Számos más projekt mellett festményt készített a Szabadság-szobor 100 éves évfordulójára 1986-ban, melyen 900 gyerekkel együtt dolgozott; falképet festett a párizsi Necker Gyermekkórház külső falára 1987-ben; és festett a berlini fal nyugati falára három évvel a fel lebontása előtt. Haring rajzszakkört is tartott gyermekek részére New York-i, amszterdami, londoni, tokiói és bordeauxi iskolákban és múzeumokban, és képeket rajzolt irodalmi programok és más, közösségi célú kampányok részére. 1988-ban diagnosztizálták AIDS-betegségét. 1989-ben létrehozta a Keith Haring Alapítványt, melynek célja, hogy AIDS szervezetek és gyermekprogramok számára kínáljon támogatást és képeket, valamint, hogy Haring művészetét minél több emberrel megismertesse kiállítások, publikációk és képközlési engedélyek útján. Haring életének utolsó éveiben művészetét többek között annak szentelte, hogy beszéljen betegségéről és segítse az AIDS-szel kapcsolatos felvilágosító és más tevékenységeket.

### Életének utolsó évei
A nyolcvanas éveket átfogó rövid, de intenzív pályafutása során Haring műveit több mint 100 egyéni és csoportos kiállításon mutatták be. Csak 1986-ban több mint 40 újságcikk, illetve folyóiratban megjelent írás foglalkozott vele. Roppant keresetté vált, miután közös projektekben szerepelt és olyan művészekkel és előadókkal dolgozott együtt, mint Madonna, Grace Jones, Bill T. Jones, William Burroughs, Timothy Leary, Jenny Holzer, Yoko Ono és Andy Warhol. A születés, a halál, a szeretet, a szex és a háború egyetemes témáinak kifejtésén keresztül, a vonal elsőbbségére és az üzenet direktségére építve Haring széles közönségrétegeket tudott megcélozni, biztosítva képeinek hozzáférhetőségét és maradandó erejét, s így művészete a 20. század univerzálisan érthető vizuális nyelvévé vált.
Haring AIDS-szel kapcsolatos szövődmények következtében hunyt el 1990. február 16-án, 31 éves korában. 1990. május 4-én a New York-i St. John the Divine katedrálisban tartott gyászszertartáson búcsúztatták el, több mint 1000 ember jelenlétében.
Halála óta számos nemzetközi retrospektív kiállítást szenteltek Haring munkásságának. Művei ma a legnagyobb múzeumok kiállításain és gyűjteményében láthatók. 2012. március 16. és július 8. között a New York-i Brooklyn Múzeum tart emlékkiállítást „Exhibitions: Keith Haring: 1978–1982” címmel. 2012. május 4-én a Google kereső is megemlékezett Keith Haringról egy ún. google doodle által.

## Keith Haring művei

### Új stratégia
Keith Haring határozott program mentén építette fel életművét: művészetét elsősorban kommunikációnak tekintette és ennek rendelte alá művészi kifejezésmódját. A reklám- és a szórakoztatóipar korában született, mely saját hatékony jelrendszerével és ikonográfiájával háttérbe szorított az „elit” művészetet. Művészeti tanulmányai is arról győzték meg, hogy nem a szokásos művészi pályát választva, hanem egy új stratégia mentén tudja az általa vágyott eredményeket elérni: a galériák és múzeumok falain kívül, a reklámipar által használt felületeken – hirdetőtáblákon, falakon, plakátokon, pólókon és jelvényeken -, intenzíven, direkt módon, közérthető formában kommunikálva.

### Képi szótár
A 2008. augusztus 15-től egészen november 16-ig tartott Ludwig Múzeumi kiállítás legkorábbi darabja az az 1978-as kalligráfia, mely az automatikus íráshoz vagy absztrakt expresszionizmushoz köthető. Haring absztrakt kalligráfiáit rövidesen egyértelmű jelekké formálja – az 1982-es műve Untitled (Cím nélkül) a kép-néző, kortárs művészet és közönsége viszonyának ironikus megfogalmazása: a falon lógó, az absztrakció határáig sűrűn telerajzolt kép előle szemeit befogva menekül Haring emberkéje. A reklámipar által előszeretettel használt színek és formák szöges ellentétben állnak a fekete-fehér absztrakcióval. A hatalmasra növelt sárga-fekete képregény-arc, a zöld emberkéket eltaposó, piros, kutyafejű figura üzenete ugyan harsány, de korántsem egyértelmű: Haring sajátos ikonográfiájának, szimbólumrendszerének elemeire épül, melynek számos forrása között ott találjuk nemcsak a tömegmédia közismert ikonjai, de a keresztény ikonográfiából, sőt a teljes európai és Európán kívüli művészetből merített formákat és jeleket is. Képi szótárának elemei az emberek, kutyák, piramisok, repülő csészealjak, a négykézláb álló baba, melyeket különféle szituációkban rendez el, újabb és újabb jelentést adva az ismert elemeknek – ezt a technikát szemiotikai tanulmányai és William S. Burroughs példája nyomán dolgozta ki és 1980-'84 között metrórajzain naponta nyilvánosan gyakorolta. Legismertebb piktogramja a „sugárzó bébi”, mely a fiatal, energiákkal teli és romlatlan ember jelképe.

### Technikák
Festményei alapjául a vízhatlan ponyvát választotta, melyre ugyanolyan könnyedén rajzolhatott, mint a papírra tussal, vagy a New York-i metró hirdetőtábláinak fekete papírjára fehér krétával. Képeinek egyes elemei, figurái tökéletesen alkalmasak voltak arra, hogy önálló ikonokká váljanak – ezek jelentek meg aztán azokon a termékeken, melyeket tömegtermelésre szánt és többek között saját üzletében, a Pop Shopban árult. Az élénk, tiszta színek (köztük különösen a sárga és a piros), a kontúros rajz a kereskedelmi grafika és rajzfilmek szín- és formavilágát idézik, melyek hatásmechanizmusát Haring saját mondanivalója minél erőteljesebb kifejezésének szolgálatába állította, nem kis részben építve Andy Warhol művészetnének tanulságaira. Haring nagyon-nagyon ritkán készített vázlatot alkotásaihoz, s az úgynevezett automatikus írást alkalmazta művei létrehozásakor, amely figyelemre méltó, bármennyire is egyszerűnek tűnnek képei.

### Témák

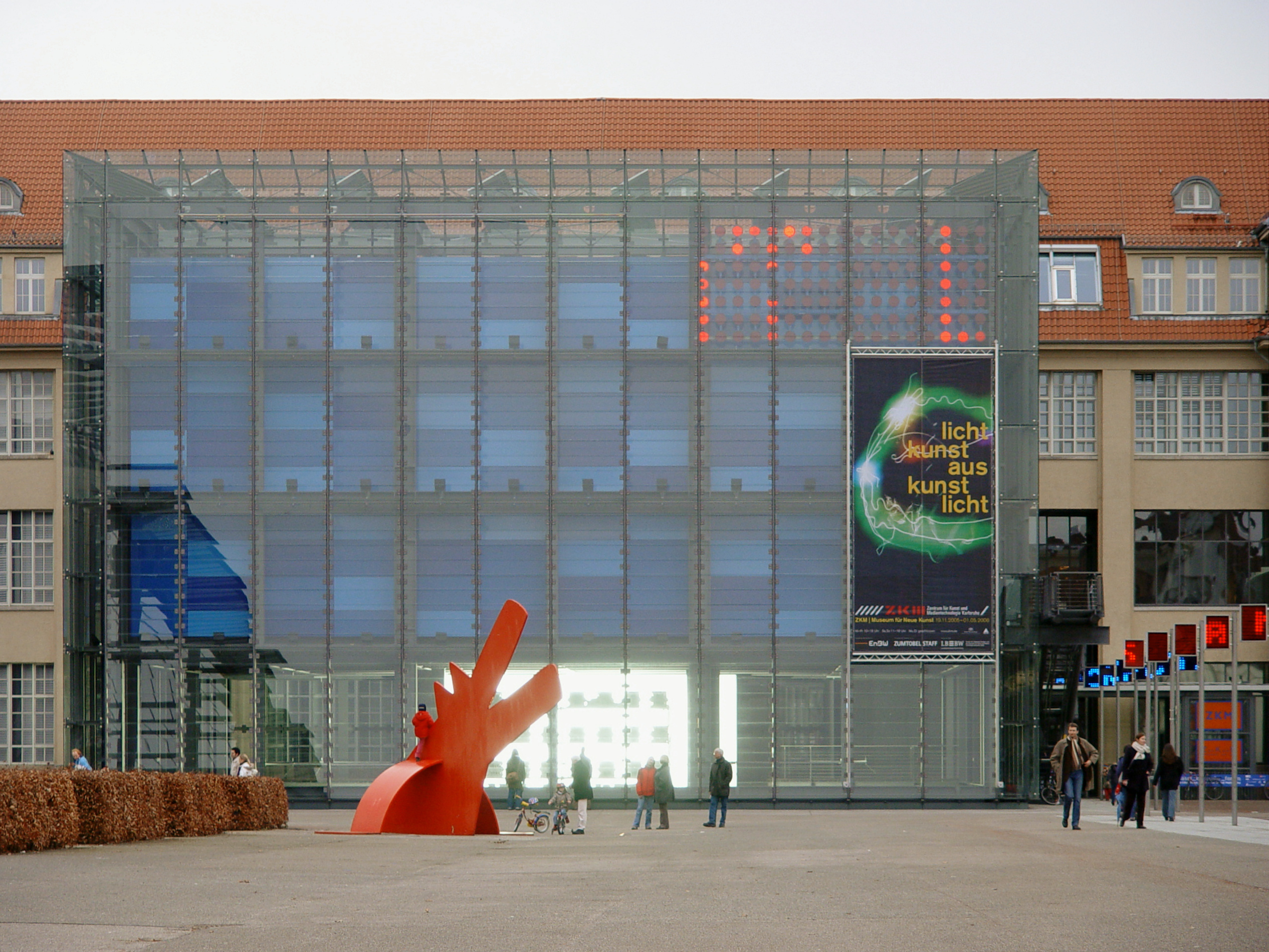
A The Red Dog (A vörös kutya) szobor a németországi Zentrum für Kunst und Medientechnologie épület előtt. A szobor alanya, vagyis a kutya sok más képén is fellelhető.

Az amerikai fogyasztói társadalmat, saját korát erőteljes kritikával illette; a hatalom, az erőszak és a háború jelképeit kombinálta a gépvilág, az embertelen technika szimbólumaival. Tévével és számítógéppel, tankokkal és szuronyokkal, embertelen gólemekkel és a mindenható dollárral jellemzi korának társadalmát, melyben fel-felbukkan az amerikai populáris kultúra jelképe, Mickey egér, a világ legismertebb rajzfilmfigurája. Miki figuráját az üres jelet sugárzó televízióval és a szórakoztatóiparra utaló „varázsdobozzal” kombinálva is láthatjuk, ahol ezúttal a formátlan, vigyorgó szörnnyé alakuló egér elől menekül korábbi figuránk. Haring témái közé választotta az apartheidet, a kábítószer-problémákat, az erőszakot, majd korának új, félelmetes betegségét, az AIDS-et. A kábítószerek közül a kokaint különösen veszélyesnek tartotta, mert úgy vélte, hogy a tudat felszabadítása helyett beszűkíti és manipulálja az elmét. Jean-Michel Basquiat, Haring közeli barátja kábítószer túladagolásban halt meg, nem sokkal azután, hogy Haring megfestette a Prophets of Rage (Dühös próféták) című képet, melyen a graffitiművész tagjét, a koronát kombinálja a keresztény mártír ikonográfiával és az afro-amerikai emberjogi küzdelmek, a fekete identitás és a hiphopzene témájával.
A nyíltan homoszexuális Haringnél 1988-ban diagnosztizálták az AIDS-et, bár addig is tisztában volt azzal, hogy életmódja miatt bármikor a betegség áldozatává eshet. Képein néha magát a vírust is megjelenítette, de többnyire a boschi mennyországot és poklot idéző festményeken ábrázolta a mértéktelen vágy és szexualitás, a hedonizmus jeleneteit, ahol vágyaik foglyaként jelennek meg – a gyakran kereszt jelével stigmatizált – emberi alakok. A betegség démoni karakterét ragadja meg az 1989-es Walking in the Rain (Séta az esőben) című, absztrakt kalligráfia fölött megrajzolt, félig ember, félig állat figurája.
A szeretet, a vágy, a szexualitás jeleneteit, a falloszt művészi karrierje kezdetei óta vissza-visszatérően ábrázolta. A 2008. augusztus 15-től egészen november 16-ig tartott Ludwig Múzeumi kiállításban látható Termékenység című sorozatban az általában homoerotikus témákat rajzoló Haring itt a földönkívüliek által megtermékenyített terhes nőket, ősanyákat ábrázol a születést, fogantatást ünneplő képein. A sorozathoz köthető Untitled (Cím nélkül) című kép a sperma hetero-, illetve homoszexuálisútját követi. A Herb Ritts fotóinak felhasználásával készült kollázsok vagy a nagy szívvel díszített rajz a vörös színnel hangsúlyozza a felfokozott vágyat, az erotikát, a heves érzelmeket, melyekre Haring mindig úgy tekintett, mint az emberek közti legfontosabb viszonyra: az egyesülés és harmónia lehetőségére.
A szex árnyékos oldalához tartozik a másik feletti uralkodási vágy – a korai, 1980-as ugyancsak Untitled (Cím nélkül) című sorozatától kezdődően a fallikus jelképként is használt bot szimbolizálja a hatalmat és erőszakot, melyet explicit módon jelenít meg ebben a sorozatban, hasonlóan a fehér férfi által megalázott és leigázott fekete férfit ábrázoló jelenetekhez. Az alá- és fölérendeltség, az erőszak és az uralom enyhébb és súlyosabb formái jelennek meg a korai rajzoktól kezdődően az ember és állati lényeket Haring egyedi jelképeivel (a piramissal, a illetve lépcsővel, a repülő csészealjjal, a sugárzó erőművekkel, gépekkel, a piedesztálra emelt figurát imádó tömegekkel stb.) kombinálva. Ezeket a visszatérő témákat foglalja össze az 1990-es képregényszerű formában megrajzolt Blueprint sorozat is.
Haring egyik utolsó műve volt a Ludwig Múzeum gyűjteményében található Altarpiece (Szárnyasoltár), mely életművében egyedülálló technikával: bronzöntéssel és aranyozással készült és a mennybemenetel jelenetét ábrázolja a haringi életműben szokatlan, tradicionális oltár-formában és nemes anyagban. Az oltár alsó mezejében látható, adoráló üdvözültek felett angyalok szállnak és buknak el; középen a gyermeket sokkarú, a kereszt és a szív jelével megjelölt istenség tartja karjaiban. Az oltárt Yoko Ono adta el Magyarországnak, mely a Ludwig Múzeumnak ajándékozta. A mű párhuzamaként szolgálhat az 1990-es, színes Untitled (Cím nélkül) festmény, Haring utolsó befejezett műtermi festménye, a dicsőítő, áldó, bizalmat kifejező mozdulatot ismétlő figuráinak sokaságával. Keith Haring rövid pályafutása alatt figyelemreméltó és maradandó életművet hozott létre, melyet a műveiből áradó szenvedély, energia és szeretet hat át.

## Műelemzés
Haring szándékosan nem adott címet képeinek, mivel így nem határozza be a kép címe a nézőt a szabad véleményformálásban, vagyis azt lát benne, amit az illető szeretne. Haringnek az volt a célja képeivel, hogy az ő általa megfogalmazott, illetve megalkotott üzenetet a képein keresztül juttassa el a lehető legtöbb emberhez. Ehhez az kellett, hogy egyszerűen, de mégis közérthetően és művészien alkosson, hogy egy egyszerű szimbólumot (például egy keresztet) mindenki be tudjon azonosítani és egyértelműsíteni. A képein, illetve szobrain látható ábráknak, szimbólumoknak attól függetlenül, hogy nincs címük (vagyis, hogy bárki meg tudja formálni nagyjából a mű üzenetét) azért vannak konkrét jelentéseik: a repülő csészealj egy felsőbb hatalomra utal, a kutya az állatias ösztönökre (a szexualitást, az erőszakot és az ösztönöket), továbbá gyakran látható pöttyös föld, illetve csíkozott talaj a képeken, amely magát a Földet jelképezi, mintegy megbetegedve, vírusosan. A televízió és a számítógép a technológiát jelenti, amelyekbe, csak úgy mint az emberi figurák fejébe, gyakran egy „X” szerepel, amely a hibás, romlott televíziót, embert jelenti. A mosolygós fej, illetve fejek a „Keep smiling”-ot, vagyis szabad fordításban a „Mosolyogj mindig mindenen”-t jelenti, vagyis hogy ne vegyünk tudomást a rossz dolgokról, hanem csak mosolyogjunk mindig mindenen, bármi is legyen az. A kígyó is szerepel Haring képein, amely a bibliai jelentését hordozza, vagyis a bűnt. Sok képen felfedezhető a figurák között, illetve a figurák mellett látható görbe, izgága vonalak, amelyek a képnek egyfajta dinamikát adnak, illetve a pop-art-ból és a képregényekből átvett stílusra utalnak.